# Makara

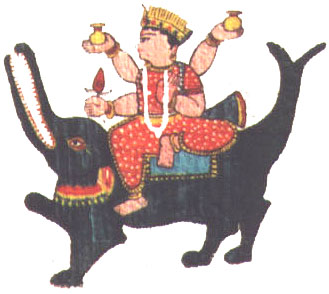
Vyobrazení bohyně Gangy jedoucí na makaře

Makara je mytické stvoření z oblasti hinduistické mytologie, které vystupuje jako váhana („jízdní zvíře“) Gangy a Varuny. Mimo to makara figuruje na praporci Kámy, boha lásky a milostné touhy (odtud jeho jméno Makaradhvadža).
Makara bývá tradičně považována za vodního živočicha a některé tradice makaru považují za krokodýla, žraloka či delfínovce ganžského. Naproti tomu jiné tradice vyobrazují makaru jako rybu se sloní hlavou. V hinduistickém zvěrokruhu makara představuje Kozoroha.
Makara bývá často používána coby dekorativní prvek v hinduistické i buddhistické architektuře; vyobrazení makar se mimo jiné nachází na jedné ze vstupních bran v Sáňčí.
Podle některých kryptozoologů může mít postava makary předlohu v živočichovi přezdívaném Trunko, který měl být pozorován v roce 1924 v Indickém oceánu u pobřeží Jihoafrické republiky.